# Munasterio 'e Santa Chiara/Malafemmena
Munasterio 'e Santa Chiara/Malafemmena è il novantesimo singolo 45 giri di Peppino di Capri.

## Il disco
È l'ultimo singolo pubblicato da Di Capri per la Carisch dopo la scadenza del contratto. Visti gli insuccessi dell'ultimo periodo con questa casa discografica, il cantante campano l'anno seguente decise infatti di mettersi in proprio fondando una propria etichetta, la Splash. Grazie a questa mossa ritornò velocemente sulla cresta dell'onda con nuovi successi.
Il singolo è uno dei meno noti del cantante, e uno dei più rari in assoluto viste le vendite praticamente nulle. Racchiude due rielaborazioni di classici della canzone napoletana, che saranno riproposti dal cantautore caprese negli anni successivi con nuovi arrangiamenti. Munasterio 'e Santa Chiara verrà reinciso nel 1972 e successivamente nell'album Peppino di Capri in concerto del 1988. Malafemmena sarà reincisa nel 1991 nell'album Comm'e ddoce 'o mare. Entrambi i brani sono ancora oggi eseguiti dal vivo dal cantante.

## Tracce
Lato A
- Munasterio 'e Santa Chiara (testo di Michele Galdieri, musica di Alberto Barberis)

Lato B
- Malafemmena (testo e musica di Antonio de Curtis)

## Formazione
- Peppino di Capri - voce, pianoforte
- Piero Braggi - chitarra, cori
- Ettore Falconieri - batteria, percussioni
- Pino Amenta - basso, cori
- Gianfranco Raffaldi - organo, cori

## Fonti
- Banca dati online opere musicali della SIAE